# Black Pearl Resources
Black Pearl Resources var ett kanadensiskt olje- och gasbolag med fokus på tillgångar av tjockolja i västra Kanada. Bolaget var noterat på kanadensiska TSX Venture Exchange under symbolen PXX samt på svenska Nasdaq OMX Mid Cap under symbolen PXXS innan det fusionerade med International Petroleum.
Black Pearl Resurces tre oljefält är Mooney, Onion Lake och Blackrod. Mooney och Blackrod ligger i delstaten Alberta, medan Onion Lake ligger i Saskatchewan. Enligt den amerikanska oljekonsulten Sproule kan BlacksPearls tre kärnfält innehålla upp till 752 miljoner fat olja. Vid utgången av 2011 var bolagets genomsnittliga produktion drygt 9500 fat/dag. Målet är en slutproduktion på 80 000 fat/dag.

## Historia
Black Pearl hette tidigare Pearl Exploration and Production men bytte namn i början av 2009 när John Festival tillträdde som ny vd för bolaget. Pearl fusionerade då med ett annat tungoljebolag, Black Core, och det nya bolaget fick namnet Black Pearl.
Black Pearl Resources noterades på Stockholmsbörsens lista First North den 20 juni 2007 och överfördes till Nordiska listan den 6 november 2012. Aktien avnoterades från Stockholmsbörsen den 17 november 2018 efter fusion med International Petroleum Corp. (IPCO).